# Bartolomé Carducho
Bartolomé Carducho, właśc. Bartolomeo Carducci (ur. w 1560 we Florencji, zm. 14 listopada 1608 w Madrycie) – hiszpański malarz okresu manieryzmu.
Był uczniem rzeźbiarza i architekta Bartolomea Ammantiego i malarza Federica Zuccariego.
W 1585 wraz z bratem Vicente udał się do Hiszpanii. Na zamówienie Filipa II namalował cykl fresków Siedem sztuk wyzwolonych w bibliotece Escorialu. W 1598 został malarzem nadwornym Filipa III.

## Wybrane dzieła
- Ostatnia Wieczerza –  1605, 256 × 244 cm, Prado, Madryt
- Śmierć św. Franciszka –  1593, 115 × 153 cm, Museu Nacional de Arte Antiga, Lizbona
- Ucieczka do Egiptu –  1600-1603, 127 × 105 cm, Ermitaż, Sankt Petersburg
- Zdjęcie z krzyża –  1595, 263 × 181 cm, Prado, Madryt

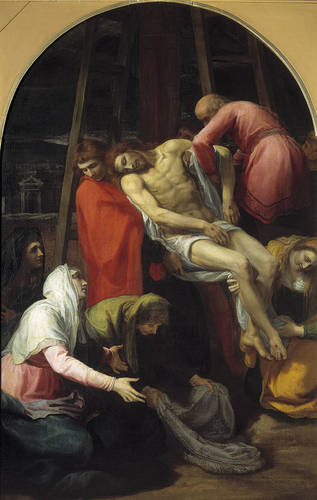
Zdjęcie z krzyża (1595)